# Timișoara Vest
Timișoara Vest (Timișoara Zachodnia) – stacja kolejowa w Timișoarze, w okręgu Temesz, w Rumunii. Stacja znajduje się w dzielnicy Freidorf, na linii Timișoara-Cruceni.